# 蘋科
蘋科，又稱田字草科，為蕨類植物中一科，多年生挺水植物或浮葉植物，高從5公分到15公分以上都有。該植物最大特色是莖呈現綿延，沿地生長，葉子多呈現十字對生。孢子密生於葉子柄基。一般來說，該種植物都生長在溼地、水田或人造水溝。